# Thylactus analis
Thylactus analis là một loài bọ cánh cứng trong họ Cerambycidae.